# Jin Xing
Jin Xing (caratteri cinesi: 金星; pinyin: Jīn Xīng; hangŭl: 김성; Shenyang, 13 agosto 1967) è una ballerina e coreografa cinese.

## Biografia
Ballerina e presentatrice cinese della minoranza etnica coreana, si è formata prima attraverso un allenamento militare e nel 1987 si è trasferita a New York. Nei primi anni '90 ha viaggiato in Europa.
È stata la prima donna transgender a ricevere in Cina l'approvazione del governo per subire, nel 1996, il cambiamento di sesso, ed è anche una delle prime donne transessuali ad essere ufficialmente riconosciute come tali dal governo cinese.
Ha preso parte ad alcuni film tra cui The Resurrection (2002), The Protector - La legge del Muay Thai (2005) e Birth of the Dragon (2016).
È volto televisivo del programma di attualità The Jin Xing Show in Cina. Proprietaria della compagnia Jin Xing Dance Theatre con sede a Shanghai, parla diverse lingue tra cui l'inglese, l'italiano e il francese, oltre al cinese e al coreano.